# Linzer Sport-Club
Der Linzer Sport-Club (LSK, L.S.C.), auch Linzer Sportklub war der erste Fußballverein in Linz. Er wurde 1908 unter Mithilfe prominenter Fußballer aus Wien gegründet und bestand bis zu seiner Auflösung im Ersten Weltkrieg. Die meisten Spieler traten danach im Februar 1919 in die neue Fußballabteilung des Athletiksportclubs Siegfried (heute LASK) ein.

## Geschichte
Die Gründung des Linzer Sport-Club ist Ernst Wengraf zu verdanken, einem Wiener Fußballliebhaber, der sich auch unter anderem für die Gründung des Deutsch-Alpenländischen Fußballverbandes einsetzte. Rund um die bekannten Fußballer Albert Siems und Otto Zwicker sowie einer Hand voll Fußballbegeisterter rief man den Linzer Sport-Club ins Leben. Siems hatte schon bei den Wiener "Cricketern" gespielt, Zwicker beim Wiener Sportklub. Am 25. Juli 1908 wurde dieser von der k.k. Statthalterei genehmigt und am 12. September 1908 fand schließlich die konstituierende Gründungsversammlung statt.  Dem Linzer Sport-Club war es vorbehalten, das erste Fußballwettspiel auf oberösterreichischem Boden zu bestreiten. In Bad Ischl konnte am 31. August 1908 ein "Wiener Sommersportklub Bad Ischl" mit 11:1 besiegt werden. Der 0:1-Rückstand wurde durch 10 Treffer von Otto Zwicker und einem Tor von Albert Siems mehr als wettgemacht. Das zweite Spiel fand schließlich in Steyr bei einem Sportfest gegen die Wiener Ramblers statt, es endete 0:13. Das dritte Spiel im Oktober 1908 war zugleich das allererste in Linz, gegen die Reservemannschaft der Germania setzte es ein 2:4, Zwicker schoss beide Linzer Tore. Mit dem Linzer Stahlradklub konnte eine Vereinbarung über deren Platz getroffen werden, sodass der junge Verein seine ersten Gehversuche auf diesem Platz abhalten konnte. 1909 stieß Percy Lowe, ein englischer Färbermeister zum Klub. Seiner Kenntnis und Erfahrung war es zu verdanken, dass das noch eher wilde und sinnlose Spiel beim Linzer Sport-Club einen ersten Schliff erfuhr.

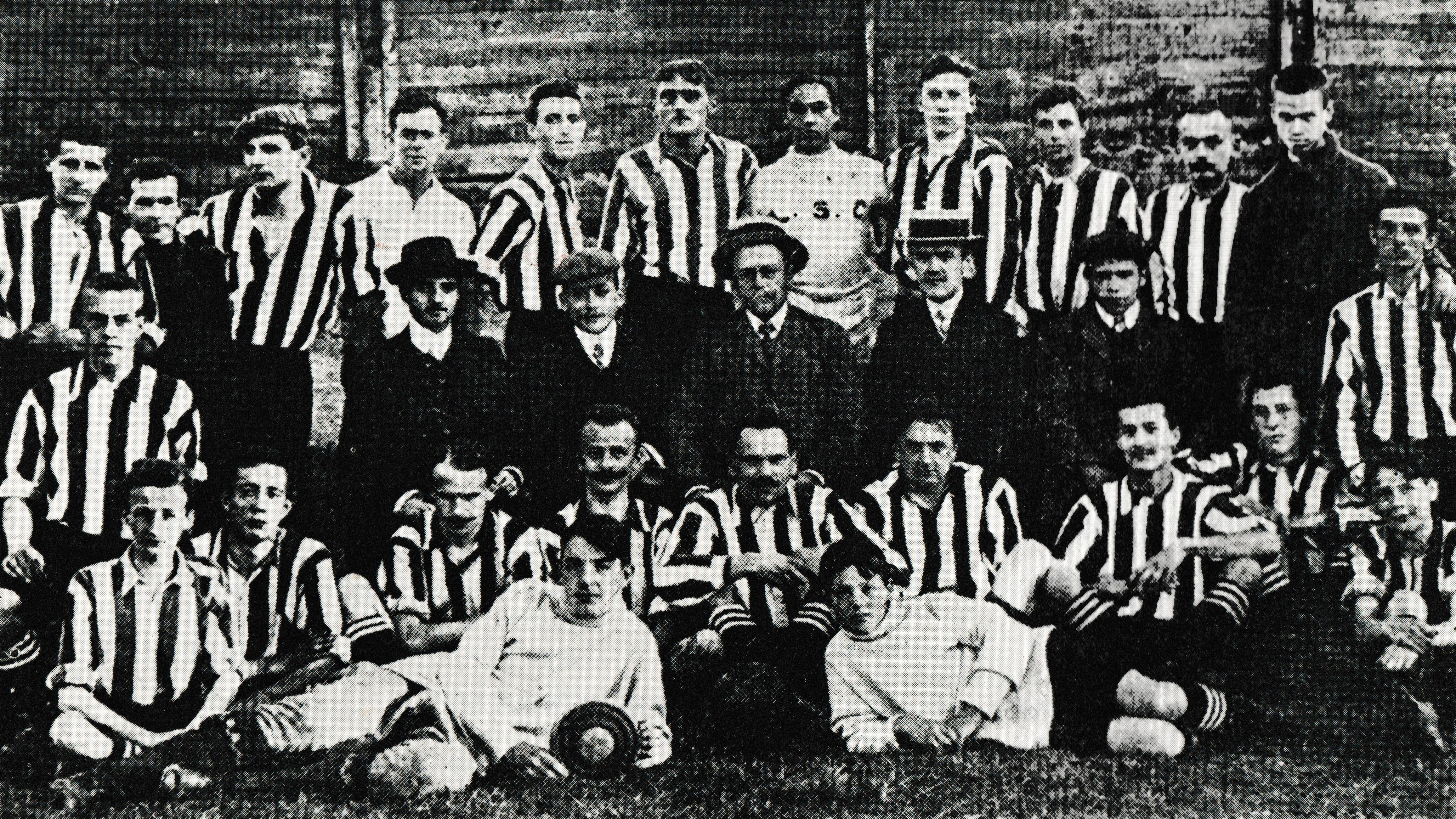
Mannschaftsfoto des Linzer Sportclubs von 1909

Der Linzer Sport-Club profitierte bald von der Tatsache, dass mehrere österreichische Fußball-Nationalspieler aus Wien ihre Militärzeit beim Landwehr-Infanterie-Regiment Nr. 2 in Linz abdienten und dabei in ihrer Freizeit beim Linzer Fußballverein mitwirkten. Hierzu zählten Ferdinand Swatosch, Johann Studnicka und Richard Kuthan. Zudem konnte bereits früh ein eigener Fußballplatz gefunden werden. Die Wiese gegenüber dem Allgemeinen Krankenhaus wurde hierfür von Heinrich Franck zur Verfügung gestellt. Der Verein konnte so einem geregelten Spielbetrieb nachgehen und bestand vor dem Ersten Weltkrieg in seiner Stammbesetzung mit Karl Liedl im Tor, Unterstab und Horber in der Verteidigung, Stopperl, Gemp und Cisel in der Halvesreihe sowie als Stürmer Pabst, Schenkenfelder, Sturm, Patzelt und Kutin.
Im Herbst 1912 und im Frühjahr 1913 konnte der Linzer Sport-Club auch die ersten, noch inoffiziellen, Meistertitel von Oberösterreich erringen.
Während des Ersten Weltkrieges war der Spielbetrieb allerdings zunehmend schwieriger aufrechtzuerhalten. Viele Spieler wurden als Soldaten berufen, aber so wurde auch beispielsweise das Klubhaus als Pferdestall genutzt. Um den Fußballsport in Linz weiter aufrechtzuerhalten, schloss der Linzer Sport-Club 1915 eine Kriegssportgemeinschaft mit Germania Linz. So konnte noch bis 1916 regelmäßig gespielt werden, da die jüngeren Germaniaspieler erst ein Jahr später einberufen wurden. Eine Reaktivierung nach Kriegsende war allerdings weder gemeinsam noch als zwei separate Vereine möglich, sodass am 23. Februar 1919 die Vereinsauflösung vom DAFV für den ÖFV zur Kenntnis genommen wurde. Bereits Ende des Jahres 1917 wurde das dem Verein zur Verfügung gestellte Gelände auch von Heinrich Franck wieder gekündigt. Es wurde in eine Schrebergartensiedlung für die Arbeiter seiner Firma umgewandelt.
Otto Wilhelm Zemann, der von Germania Linz stammte, bemühte sich um einen Fortbestand des Fußballsports in Linz. Jedoch wollte man der Begleichung einer alten Schuld des Linzer Sportclubs aus dem Weg gehen und vermittelte so einen größeren Teil seiner ehemaligen Spieler an die neue Fußballsektion des Athletiksportclubs Siegfried, die so bald problemlos ihre Tätigkeit aufnehmen konnte. Der Linzer Sportclub wurde am 28. Februar 1919 aufgelöst. Es folgte bald die Umbenennung in Linzer Athletik Sportklub und auch heute noch wird das Gründungsjahr des bald darauf in erster Linie Fußball spielenden LASK  mit 1908 angeführt, bezogen auf die Wurzeln der Fußballsektion im Linzer Sport-Club.